# Wees-Bahnhof
Wees-Bahnhof (auch: Wees Bahnhof und Weesbahnhof) ist ein Ortsteil der Gemeinde Wees im Kreis Schleswig-Flensburg.

## Lage
Der Ortsteil liegt direkt südlich des Hauptortes Wees. Von der westlich gelegenen Stadt Flensburg ist Wees-Bahnhof über die Bundesstraße 199 (Nordstraße) erreichbar. Bei der Einmündung an der Nordstraße weist ein entsprechendes Ortshinweisschild auf den Ortsteil Wees-Bahnhof hin. Am westlichen Rand des Ortsteils, zur parallel zur Bundesstraße verlaufenden Kauslunder Straße hin, liegt Himmershoi. Bei der besagten Einmündung von Wees-Bahnhof endet des Weiteren die von Glücksburg kommende Glücksburger Chaussee.

## Geschichte
Im Jahr 1885 wurde beim Ort Himmershoi ein Haltepunkt der Flensburger Kreisbahn eingerichtet. Auf einer Gebietskarte von 1926 war bei Himmershoi außer dem Haltepunkt der Kreisbahn auch eine herangewachsene Bebauung eingezeichnet. Die besagten Gebäude wurden zunächst aber gewöhnlich noch zum benachbarten Himmershoi gezählt. Die Schienen der Kreisbahn wurden im Übrigen seit 1925 zusätzlich noch von der Straßenbahn Flensburg genutzt, so dass der Ort seitdem verkehrstechnisch gut an die Stadt angebunden war. Mit dem Bau der Nordstraße (B 199) wurde die Kreisbahn 1952/53 demontiert. Ungefähr in den 1950er Jahren wurde die von Westen nach Osten verlaufende Straße Am Bahnhof nach Süden durch die Straße Heideweg verlängert. Der neue Ortsteil begann immer weiter zu wachsen. Heutzutage reicht er bis an die östlich gelegene Weesrieser Straße heran, die, wie ihr Name verrät, nach Weesries führt.
Wees-Bahnhof wurde wie auch das restliche Wees um 2010 an das Fernwärmenetz der Stadtwerke Flensburg angeschlossen.

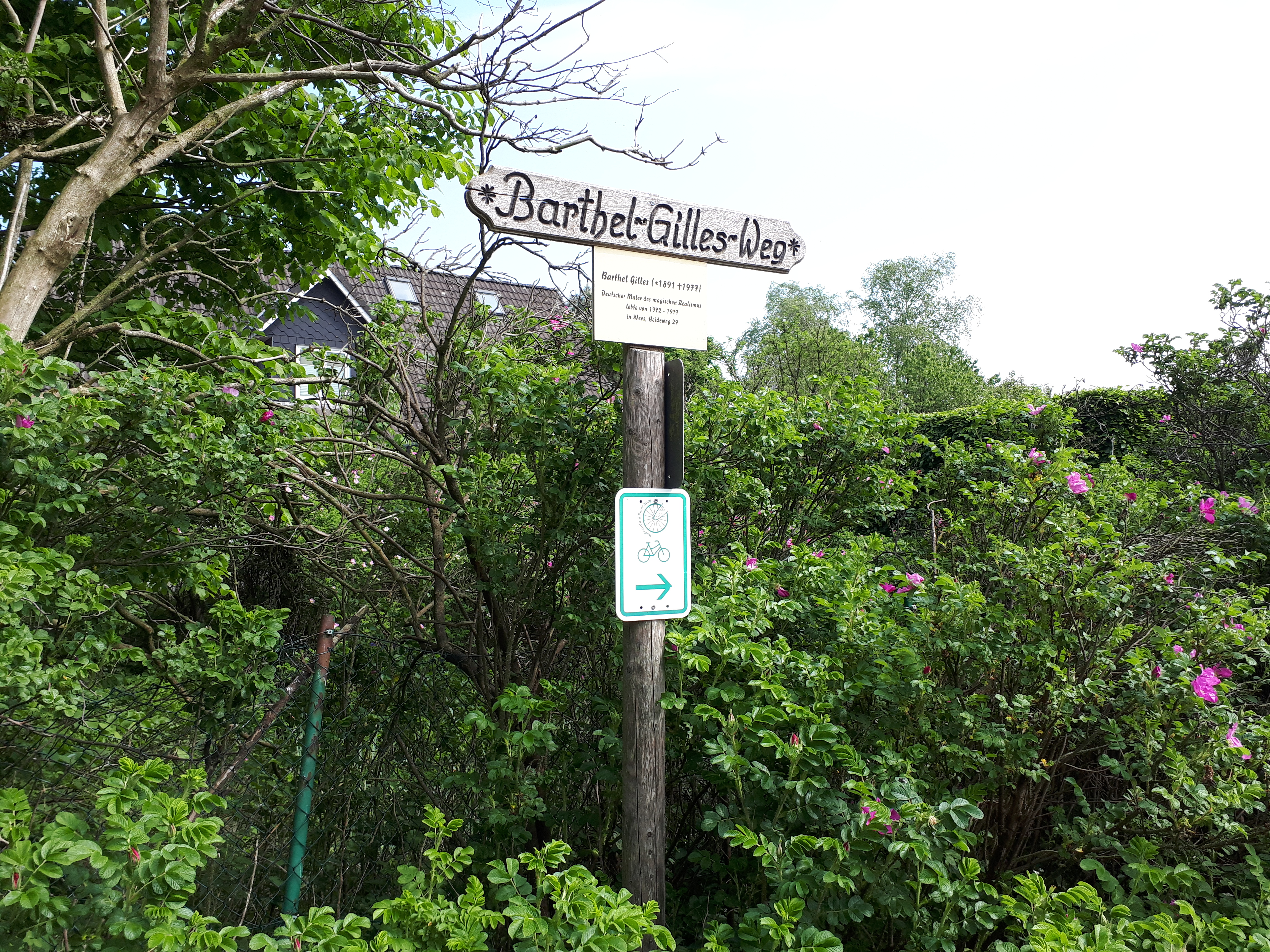
Im Gedenken an den Maler Barthel Gilles wurde ein Weg in Wees nach ihm benannt.

## Verschiedenes
- Im ehemaligen Bahnhofsgebäude von Wees-Bahnhof[12] existierte noch in den 1960er Jahren die Gaststätte Wees-Bahnhof (Lage).[13] Heute dient das Gebäude als Wohnhaus.[14]
- Es existiert heute zwar keine Zughaltestelle mehr, doch eine Bushaltestelle Wees-Bahnhof für die Buslinie 1605.[15][16]
- Ein Fußgängerübergang (mit zugehöriger Ampelanlage) über die Nordstraße (B 199) verbindet den Ortsteil Wees-Bahnhof mit dem Hauptort Wees.[17][18][19]
- Im Haus Heidenweg 29 lebte bis zu seinem Tod der Maler Barthel Gilles. Am Gebäude befindet sich eine Wandmalerei eines Segelschiffes von Barthel Gilles.[20][21] Der Weg, der von Wees-Bahnhof zum südlich gelegenen Weesrieser Gehölz führt, trägt seit 2009 den Namen Barthel-Gilles Weg (Lage).[22]